# فرانسوا فان در إلست
فرانسوا فان در إلست (بالهولندية: François Van der Elst) (مواليد 1 ديسمبر 1954 - 11 يناير 2017)، لاعب كرة قدم بلجيكي سابق. لعب مع منتخب بلجيكا لكرة القدم.

## مسيرته الكروية
لعب فرانسوا فان در إلست خلال مسيرته الاحترافية مع 4 أندية في ستة عشر موسمًا وسجل خلالها 120 هدف ضمن 405 مباراة. حيث فاز في أربعة مواسم بالكأس وفي ثلاثة مواسم بالدوري.
خاض فرانسوا فان در إلست مسيرته مع نادي رويال أندرلخت في موسم 1971–72 ليلعب معه تسعة مواسم، مشاركًا في 243 مباراة سجل خلالها 82 هدفًا. ثم انتقل إلى New York Cosmos (2010) ‏ في عامي 1980-1982 ولمدة موسمين، حيث شارك في 43 مباراة سجل خلالها 12 هدفًا. لينتقل بعدها إلى نادي وست هام يونايتد في موسم 1981–82 ولمدة موسمين، مشاركًا في 62 مباراة سجل خلالها 14 هدفًا. ثم انتقل إلى نادي لوكيرين في موسم 1983–84 واستمر معه طيلة ثلاثة مواسم، مشاركًا في 57 مباراة سجل خلالها 12 هدفًا.

## روابط خارجية
- فرانسوا فان در إلست على موقع الاتحاد الدولي (مؤرشف)  (الإنجليزية)
- فرانسوا فان در إلست على موقع الاتحاد الأوربي (الإنجليزية)
- فرانسوا فان در إلست على موقع الاتحاد البلجيكي (الإنجليزية)
- فرانسوا فان در إلست على موقع قاعدة بيانات كرة القدم.إي يو (الإنجليزية)
- فرانسوا فان در إلست على موقع ناشيونال فوتبول تيمز (الإنجليزية)
- فرانسوا فان در إلست على موقع عالم كرة القدم.نت (الإنجليزية)